# Annibale Ferrero
Annibale Ferrero (Torino, 8 dicembre 1839 – Roma, 7 agosto 1902) è stato un matematico italiano, direttore dell'Istituto Geografico Militare, e presidente della Commissione Geodetica Italiana dal 1884.

## Biografia
Insignito della laurea honoris causa dalle Università di Cambridge e Glasgow per i suoi meriti scientifici e per l'ideazione del "più conveniente" sistema di proiezione (poliedrale), che illustrò in una sua memoria nel 1873.
Già tenente generale dell'Esercito fu a capo dei lavori di rilevamento geodetico del suolo italiano.